# Popi (1969)
Popi é um filme de comédia dramática estadunidense de 1969 dirigido por Arthur Hiller e estrelado por Alan Arkin (no papel-título) e Rita Moreno. O roteiro foi escrito por Tina Pine e Lester Pine. O filme centra-se em um viúvo porto-riquenho lutando para criar seus dois filhos no bairro East Harlem da cidade de Nova Iorque.

## Elenco
- Alan Arkin como Abraham Rodriguez
- Rita Moreno como  Lupe
- Reuben Figueroa como Luis
- Miguel Alejandro como Junior
- Louis Zorich como Penebaz

## Recepção
O filme teve boas críticas, especialmente o papel de Arkin sendo elogiado. Roger Ebert, do Chicago Sun-Times, disse que o filme "se divide no meio. A primeira metade, passada em Nova York, é rica e calorosa, cheia do sabor da vida urbana. A segunda metade, envolvendo o plano da Flórida, funciona apenas no nível de uma sitcom na TV. Simplesmente não é crível ... Isso não quer dizer que Popi não seja um filme envolvente. É, em grande parte causa do elenco bem escalado e por causa de Arkin".
Variety observou: "Arkin tem rédea solta demais para seu estilo muito pessoal e às vezes é culpado de trabalhar uma cena, para ser pungente ou mesmo dramática, para rir, o que ele geralmente consegue. O clima indeciso do filme funciona contra ele para qualquer impressão duradoura no espectador".

## Prêmios e indicações
Pelo segundo ano consecutivo, Alan Arkin ganhou o prêmio Kansas City Film Critics Circle Award de Melhor Ator, depois de ser homenageado no ano anterior por sua atuação em Por Que Tem que Ser Assim?. Ele foi indicado ao Globo de Ouro de melhor ator em filme dramático, mas perdeu para John Wayne em Bravura Indômita.
Tina Pine e Lester Pine foram nomeados para o prêmio Writers Guild of America de Melhor Roteiro Original, mas perderam para William Goldman por Butch Cassidy.